# Stiftskirche (Faurndau)

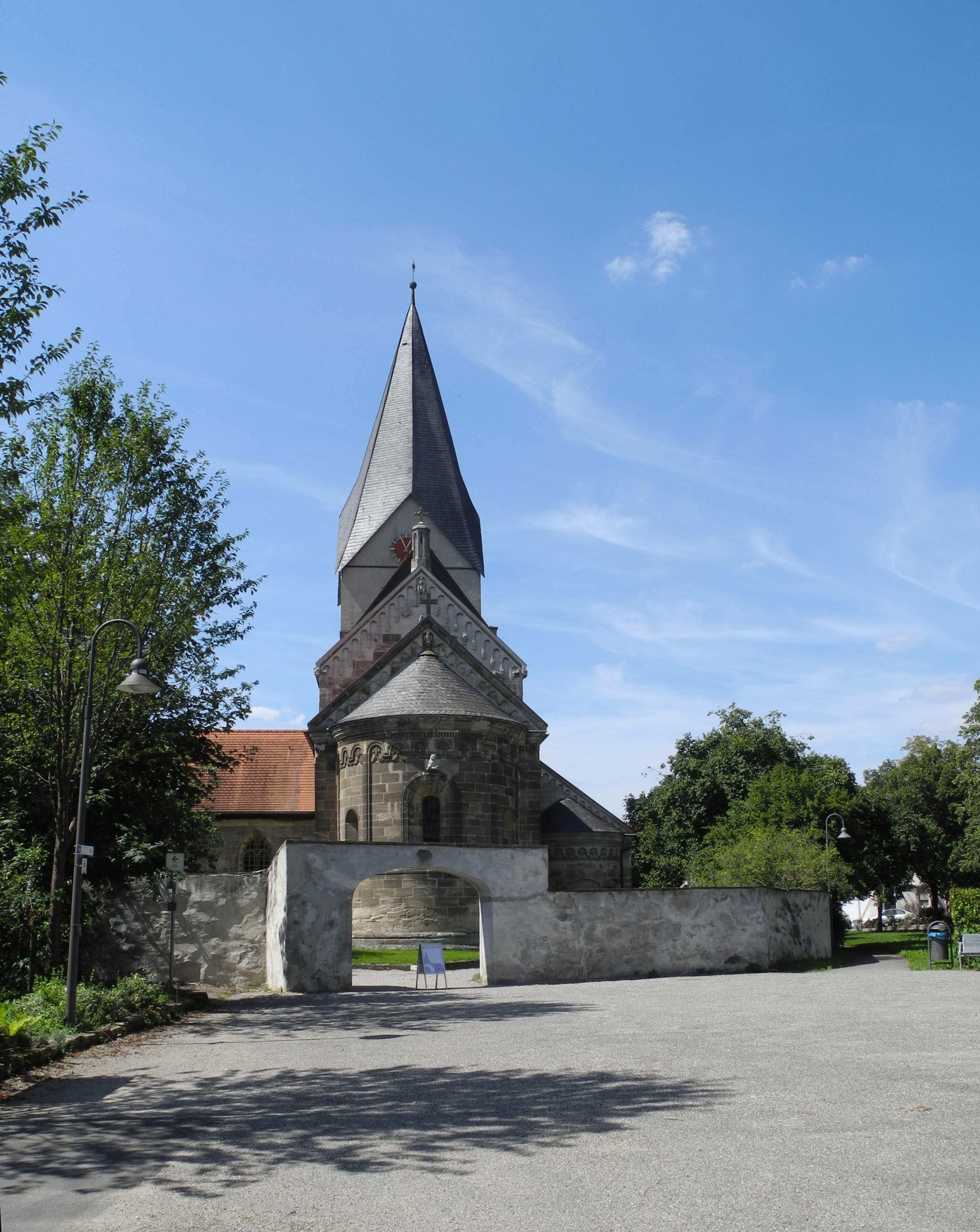
Stiftskirche Faurndau

Die Stiftskirche in Faurndau, einem Stadtbezirk im Westen von Göppingen im Landkreis Göppingen in Baden-Württemberg, ist ein herausragender Bau der Romanik in Südwestdeutschland. Die Kirche ist seit 1977 eine bedeutende Sehenswürdigkeit an der Straße der Staufer.

## Geschichte
Im 9. Jahrhundert entstand nahe einer Furt über die Fils das kleine Kloster Faurndau. Am 11. August 875 wird Faurndau in einer Urkunde (WUB I,149), die heute in der Stiftsbibliothek St. Gallen aufbewahrt wird, erstmals als Furentowa erwähnt. Damals übertrug König Ludwig der Deutsche seinem Hofdiakon Liutbrand das Kloster zusammen mit der Kirche in Brenz an der Brenz. 895 befanden sich beide Güter im Besitz des Reichsklosters St. Gallen, in dem Liutbrand Aufnahme gefunden hatte. Bis zur Stauferzeit gibt es keine schriftlichen Quellen über Faurndau.
1228 setzt die schriftliche Überlieferung wieder ein, als durch St. Gallen die Regeln des Faurndauer Chorherrenstiftes, in dem zu diesem Zeitpunkt acht Kanoniker Dienst taten, neu gefasst wurden. Da die Staufer zum Zeitpunkt des Baus der Stiftskirche im Besitz der Vogteirechte über das Kloster St. Gallen waren und dieses auf Grund seiner nachgewiesenen schlechten wirtschaftlichen Lage kaum zu einem derartigen Neubau fähig gewesen war, muss an eine unmittelbare Beteiligung durch die Staufer gedacht werden. Eine mittelbare Beteiligung lässt sich anhand der staufischen Ministerialen von Rechberg und von Staufeneck nachweisen, die im Besitz der Vogtei über Faurndau waren.
Im 15./16. Jahrhundert wurden die Grafen bzw. Herzöge von Württemberg Ortsherren von Faurndau. 1536 wurde mit Einführung der Reformation das zuletzt noch von vier Chorherren besetzte Stift geschlossen.

## Archäologische Ausgrabungen
In den Jahren 1956 und 1957 wurde die Stiftskirche renoviert und erhielt eine Fußbodenheizung. Der Architekt Konrad Hecht ließ aus diesem Anlass Grabungen durchführen. Sie sind in ihrer Aussagekraft sehr beschränkt, da sie sich auf einzelne Profile beschränken mussten und nur unzureichend dokumentiert sind. Von Hecht liegen lediglich ein knapper Bericht und ein Plan vor.
Hecht erarbeitete eine Phasengliederung, die weitgehend hypothetisch bleiben muss. Klare Grundrisse von Vorgängerbauten ergeben sich daraus nicht. Unsicher ist beispielsweise, ob die Reste einer Apsis, die nördlich des romanischen Chors angetroffen wurden, tatsächlich zum Kloster des 9. Jahrhunderts gehören. Sie überlagern eine ältere gerade Mauer.
T. Dames rekonstruierte auf der Grundlage des Planes von Hecht eine andere Abfolge, die unter anderem eine ottonische, weiter nach Osten gelegene Kirche sah, die den karolingischen Apsidenbau abgelöst haben soll. Allerdings beruht diese Rekonstruktion auf einer Fehlinterpretation des Grabungsplanes, der eine Nord-Süd-verlaufende Mauer zeigt (Phase II), die hinter dem Altar kurz unterbrochen ist. Dames hat dies als Türdurchbruch verstanden und daraus geschlossen, dass es sich allenfalls um den Westabschluss einer Kirche, nicht aber um deren östlichen Abschluss handeln könne. Tatsächlich zeigt der Grabungsplan, dass hier ein kurzes Stück der Mauer hinter dem Altar nicht ergraben, sondern nur ergänzt wurde. Auch die Periodisierung der zahlreichen Mauerzüge im Westteil der Stiftskirche ist kaum möglich, da die verfügbaren Profilzeichnungen den Aufbau der Erdschichten viel zu idealisiert wiedergeben.
Im Südwesten wurden außerhalb des bestehenden Baus Fundamente des einst begonnenen Südwestturmes einer geplanten, aber im Bau nur begonnenen Doppelturmfassade ausgegraben.
Aus den Grabungen liegen nur wenige Funde vor, nämlich Fußbodenfliesen sowie ein Aquamanile der rotbemalten Schwäbischen Feinware, die im Hoch- und Spätmittelalter in Buoch hergestellt wurde.

## Bestehender Kirchenbau
Die Stiftskirche in ihrer heutigen, spätromanischen Form wurde von etwa 1200 bis 1220 auf den Fundamenten von vier Vorgängerbauten als dreischiffige, flachgedeckte Pfeilerbasilika errichtet. Sowohl der Ostgiebel als auch die Kapitelle im Inneren sind mit abwechslungsreichem Skulpturenschmuck ausgestattet. Ältester Teil ist im Osten der rippengewölbte Chor mit einer Hauptapsis und zwei Nebenapsiden, von denen die südliche später dem spätgotischen Sakristei-Anbau weichen musste. 
Das ursprünglich zweitürmig, dann eintürmig geplante Westwerk wurde zunächst ohne Turm fertiggestellt. Dieser wurde erst 1341 errichtet und erhielt Mitte des 15. Jahrhunderts im oberen Bereich seine heutige Gestalt. Etwa gleichzeitig erfolgte auf der Südseite des Chors der Einbruch eines gotischen Fensters. Der Hauptzugang im Westen ist ein dreifach gestuftes Säulenportal. Durch dieses betritt man den Vorraum mit seinem achtteiligen Gewölbe, dessen Bau Kenntnisse westfranzösischer Architektur des ausgehenden 12. Jahrhunderts voraussetzte. Einzelne Säulen des Vorraums tragen frühgotische Kelchknospenkapitelle, die zu den frühesten dieser Art gehören.

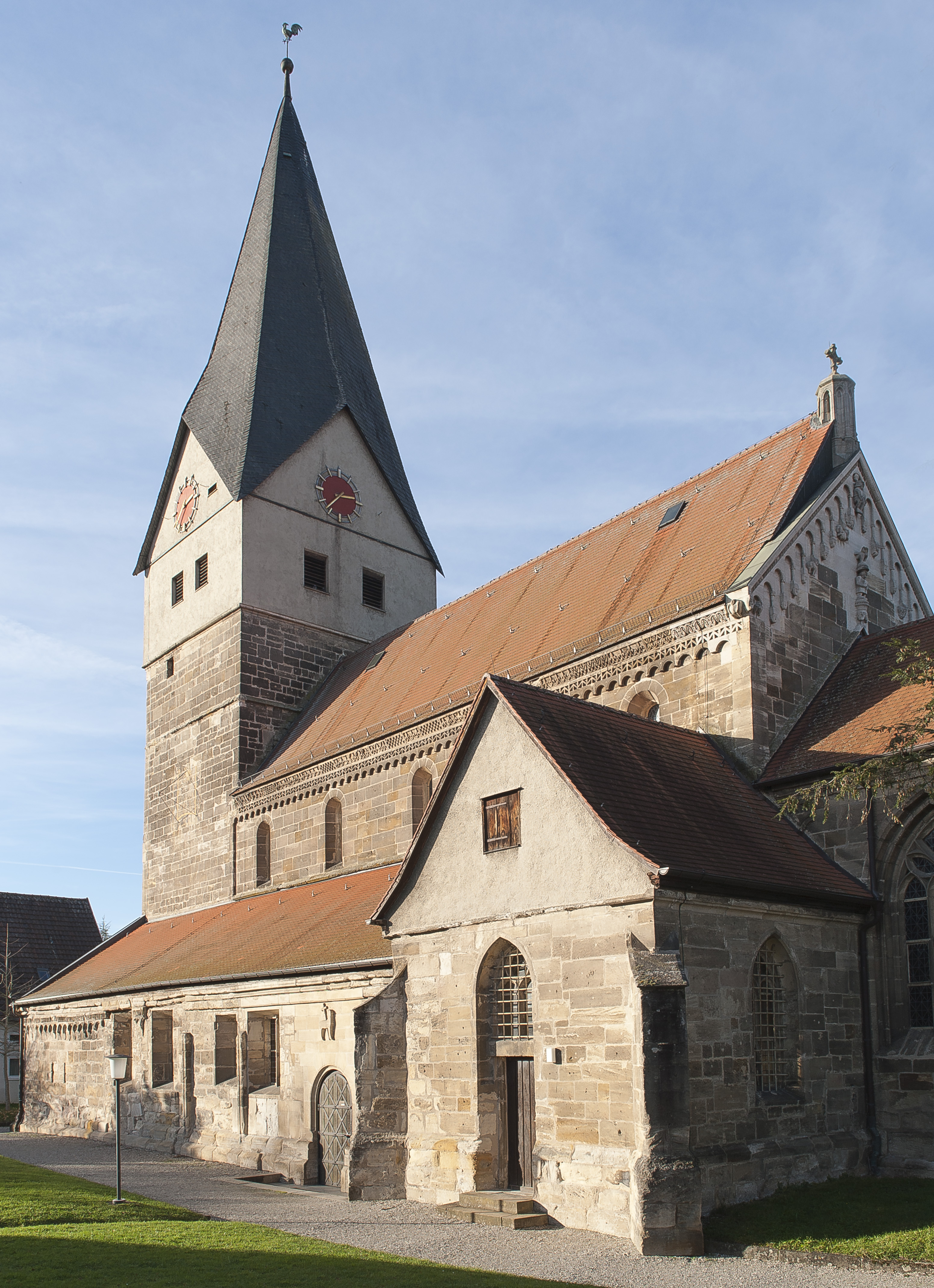
Spätromanische Stiftskirche von Südosten
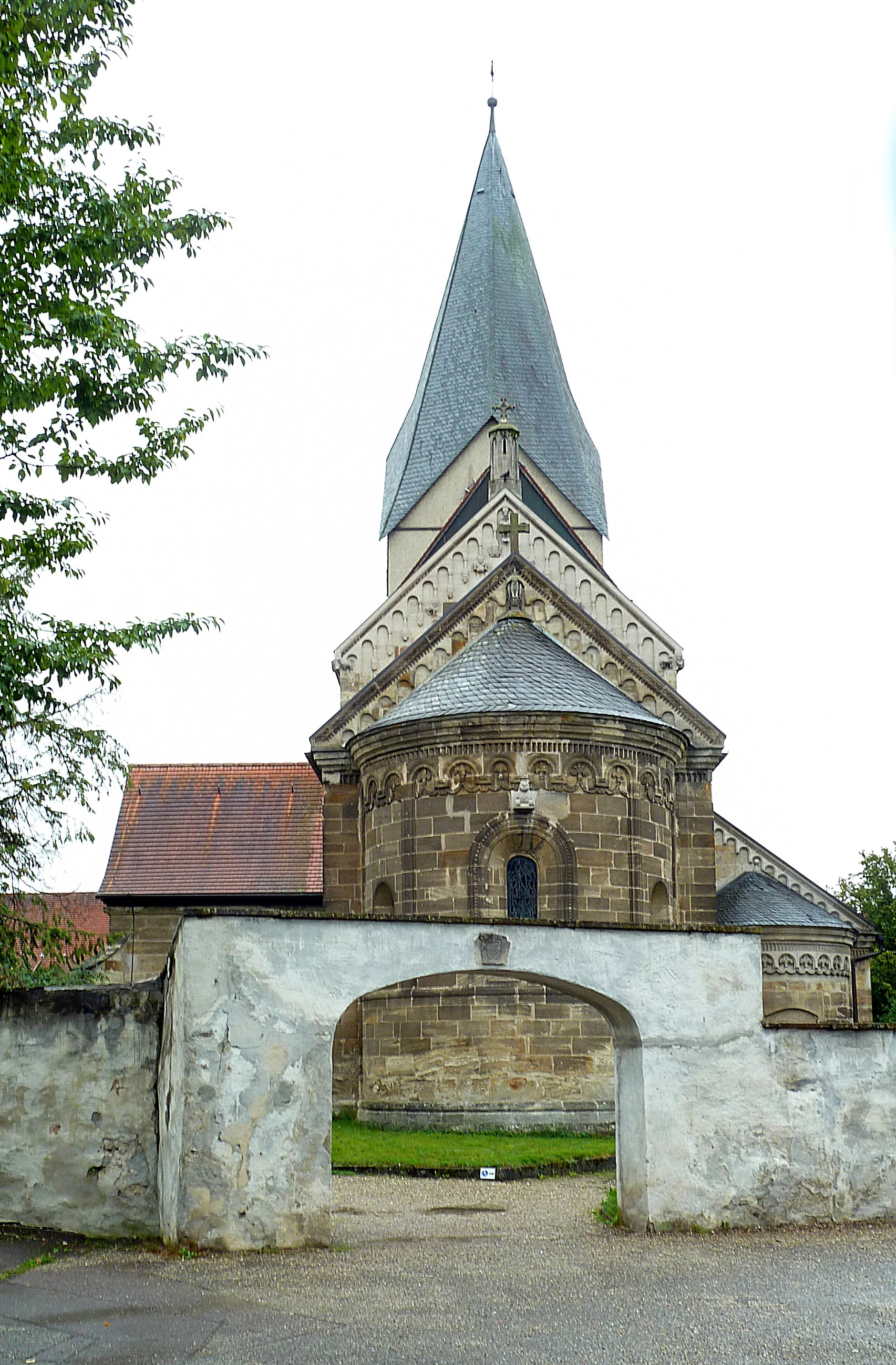
Stiftskirche Faurndau:Ostansicht
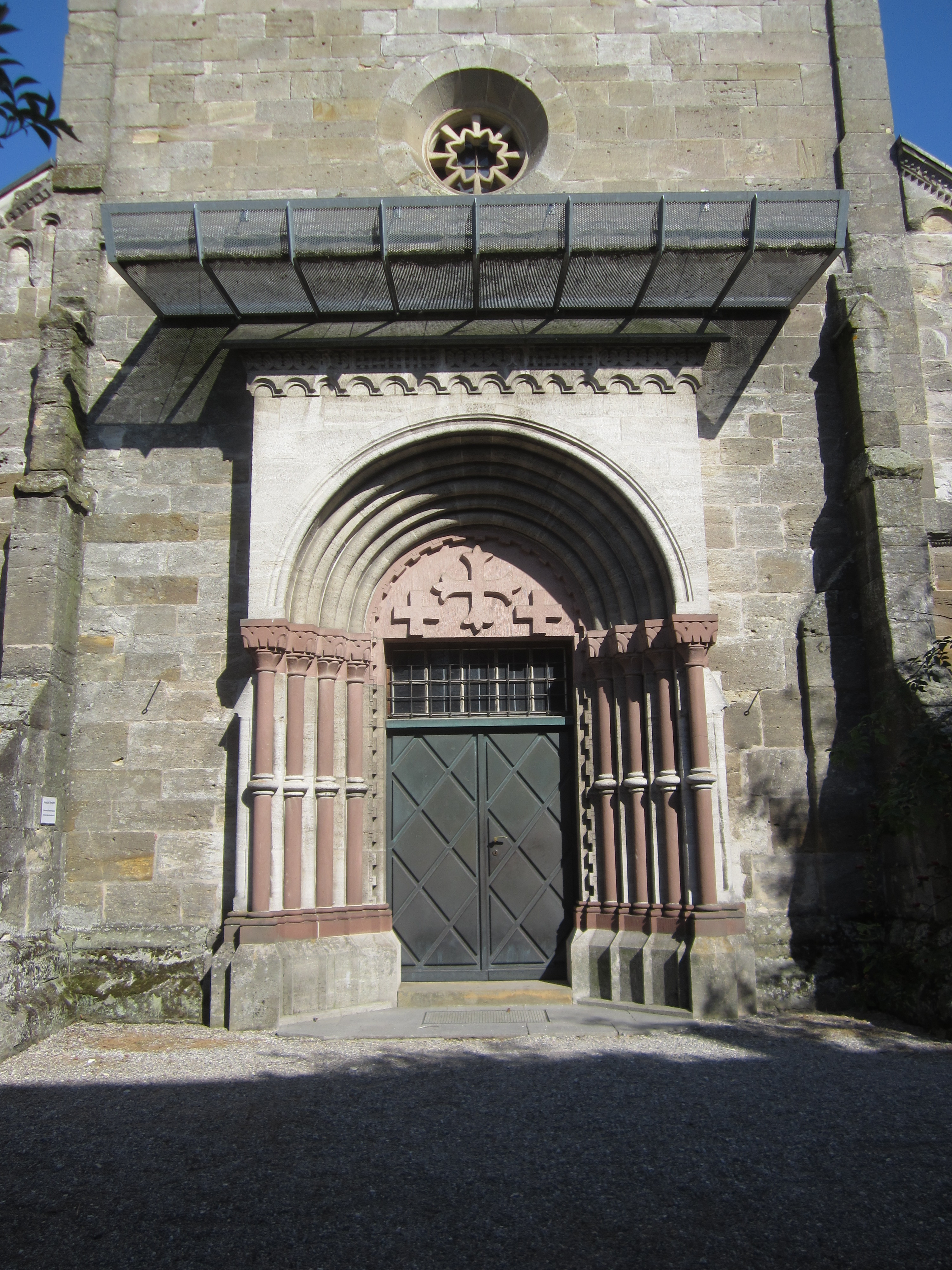
Hauptportal im Westwerk
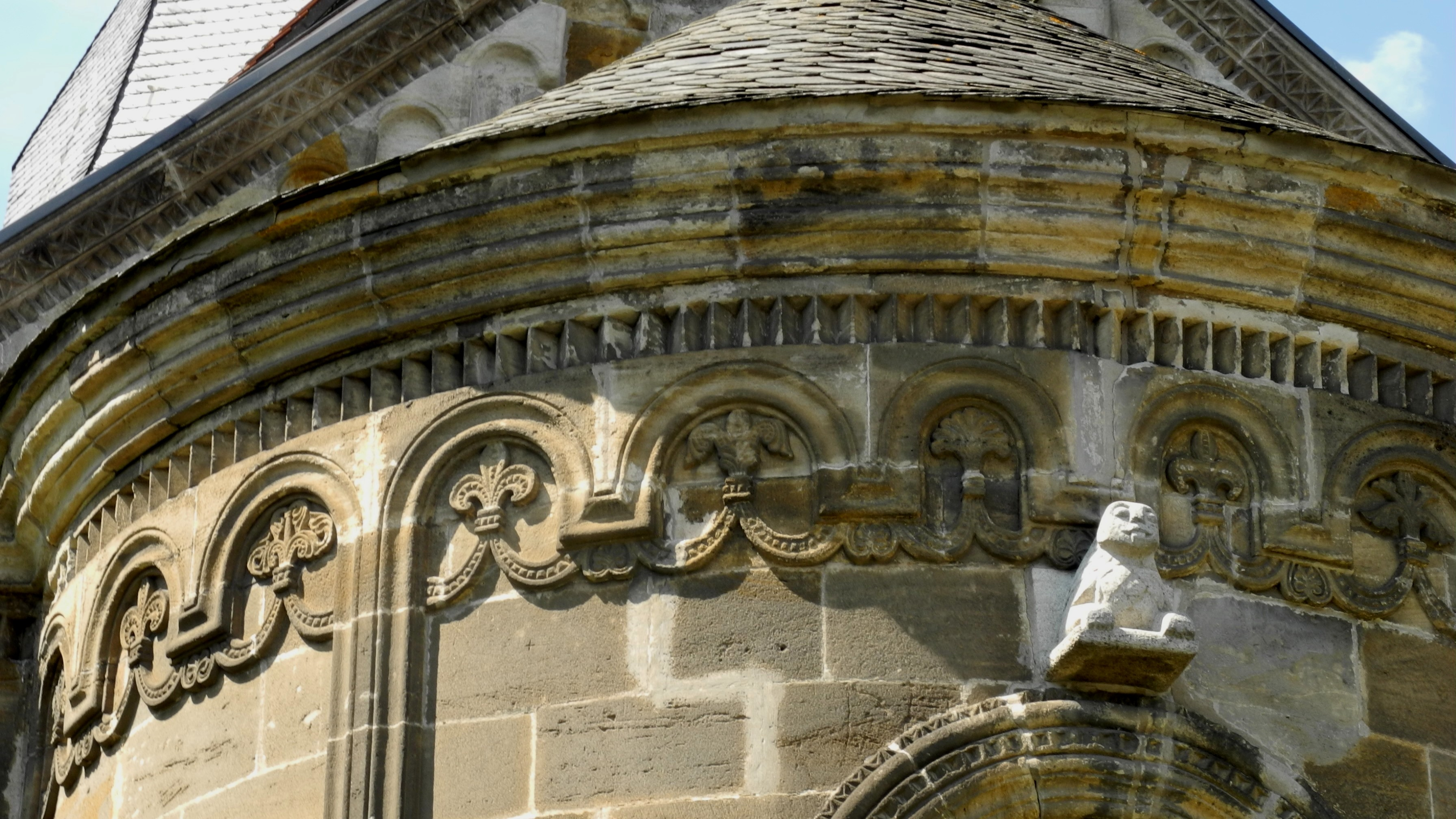
Apsis
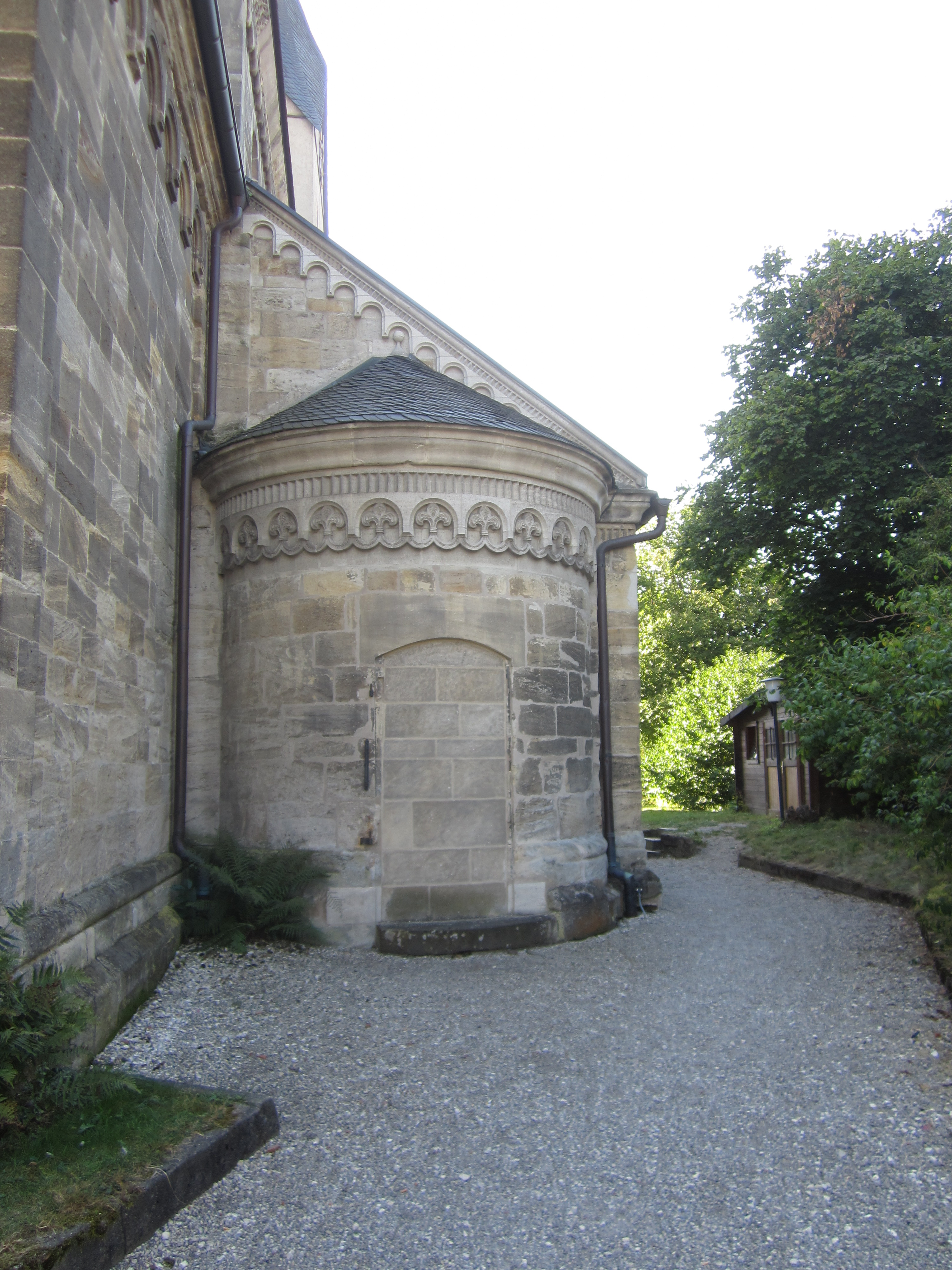
Nordapsis

### Innenraum
Die frühgotischen Wandmalereien im Chorraum stammen aus der Zeit um 1300. In den Gewölbekappen sind die vier Evangelistensymbole zu erkennen. Von Christus in der Mandorla in der Apsiskalotte sind nur noch Reste erhalten. Auf den seitlichen Wandflächen wird aus dem Leben Marias erzählt: im Norden Joachim und Anna sowie die Verkündigung am Ansatz der Apsis, im Süden steht Maria mit dem Spruchband: ECCE ANCILLA DMI (siehe, ich bin die Magd des Herrn), die Heiligen Drei Könige und darunter die Krönung Mariens.
Im nördlichen Seitenschiff befinden sich an der Wand zum Chor bemerkenswerte mittelalterliche Architektenrisse.
Der bekannte Architekt Martin Elsaesser schuf um 1920 in der Sakristei an der Wand einen Gefallenen-Gedenkschrein, dessen Flügeltüren außen mit vier Gemälden (Kreuzigung, Kreuzabnahme, Beweinung, Auferstehung) von der Künstlerin Käte Schaller-Härlin gestaltet wurden. Das mittlere Chorfenster wurde im Zuge der Kirchenrenovierung 1957 von Wolf-Dieter Kohler mit Glasmalerei versehen: Der Erzengel Michael wägt die menschlichen Seelen, die, durch den Klang der sieben apokalyptischen Posaunen erweckt, sich aus ihren Gräbern erheben, um sich dem Weltgericht Gottes zu stellen.
Ebenfalls 1957 wurde das Bronze-Altarkreuz von Emil Jo Homolka (1925–2010) und Altar, Kanzel und das Lamm über dem Südportal von Ulrich Henn geschaffen. Von Letzterem stammt auch der Brunnen der Barmherzigkeit vor der Kirche (2006).

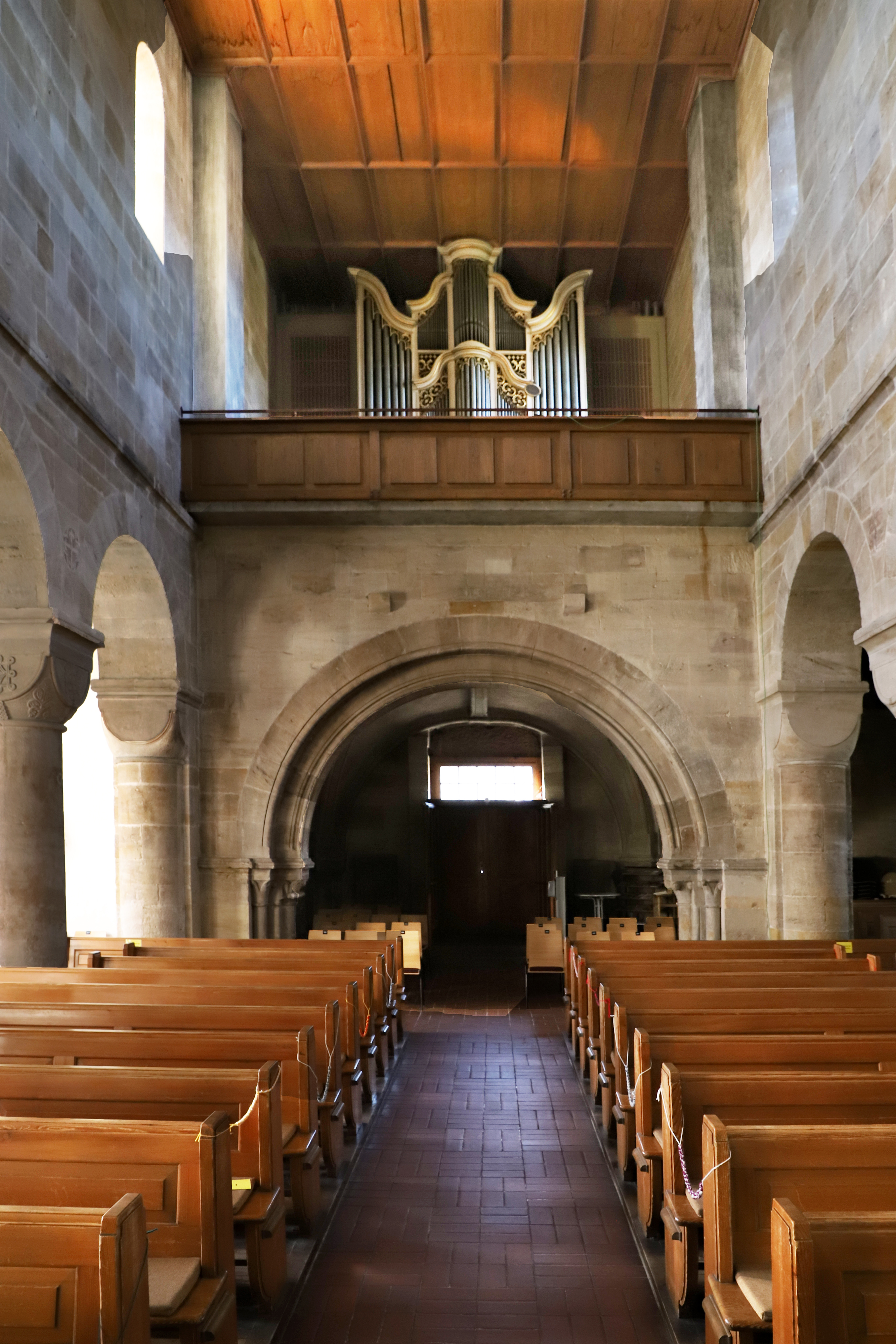
Stiftskirche Faurndau, Hauptschiff mit Blick nach Westen
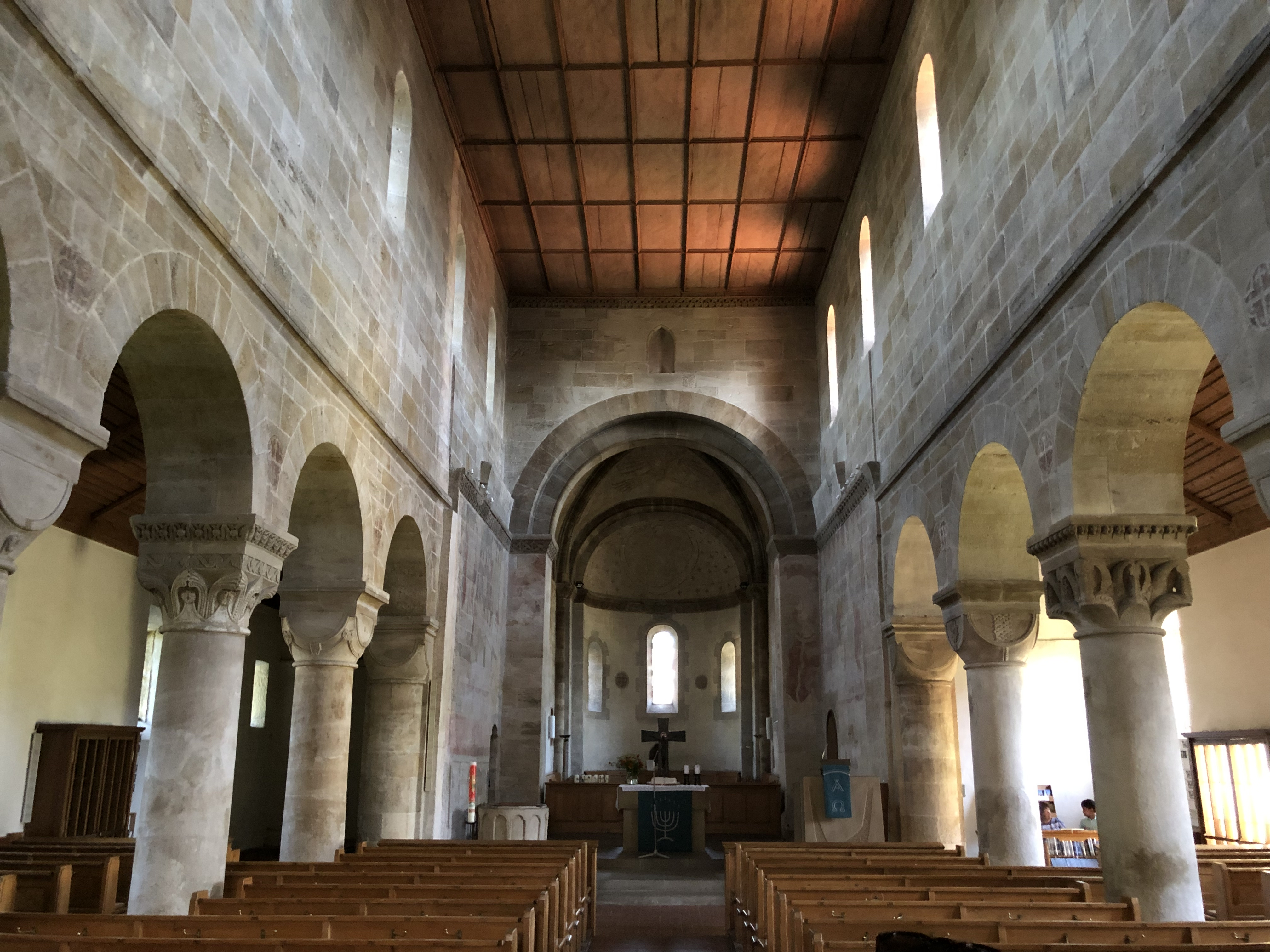
Stiftskirche Faurndau, Hauptschiff mit Blick zum Chor
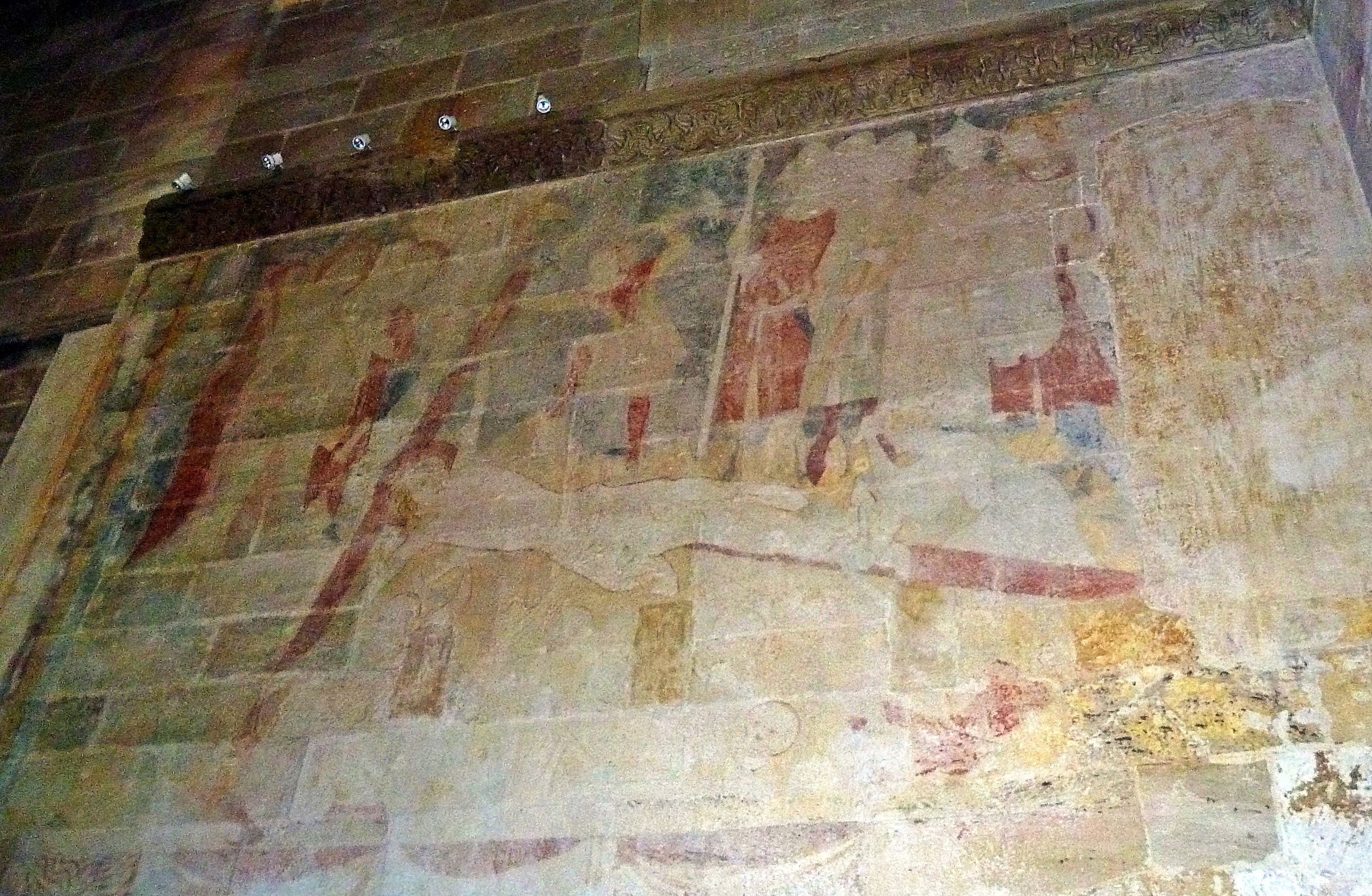
Wandmalerei im Chor
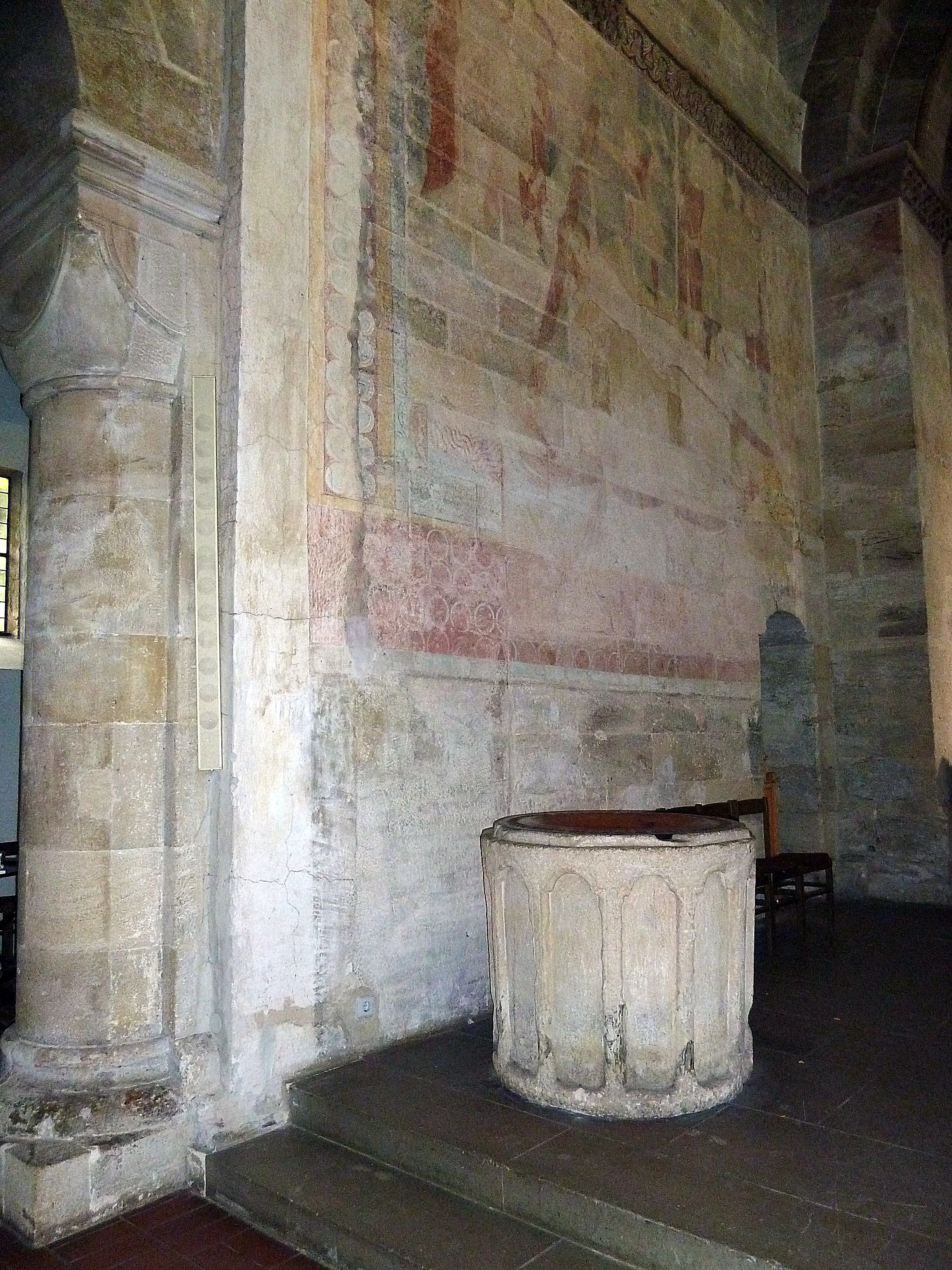
Romanischer Taufstein und gotische Wandmalereien
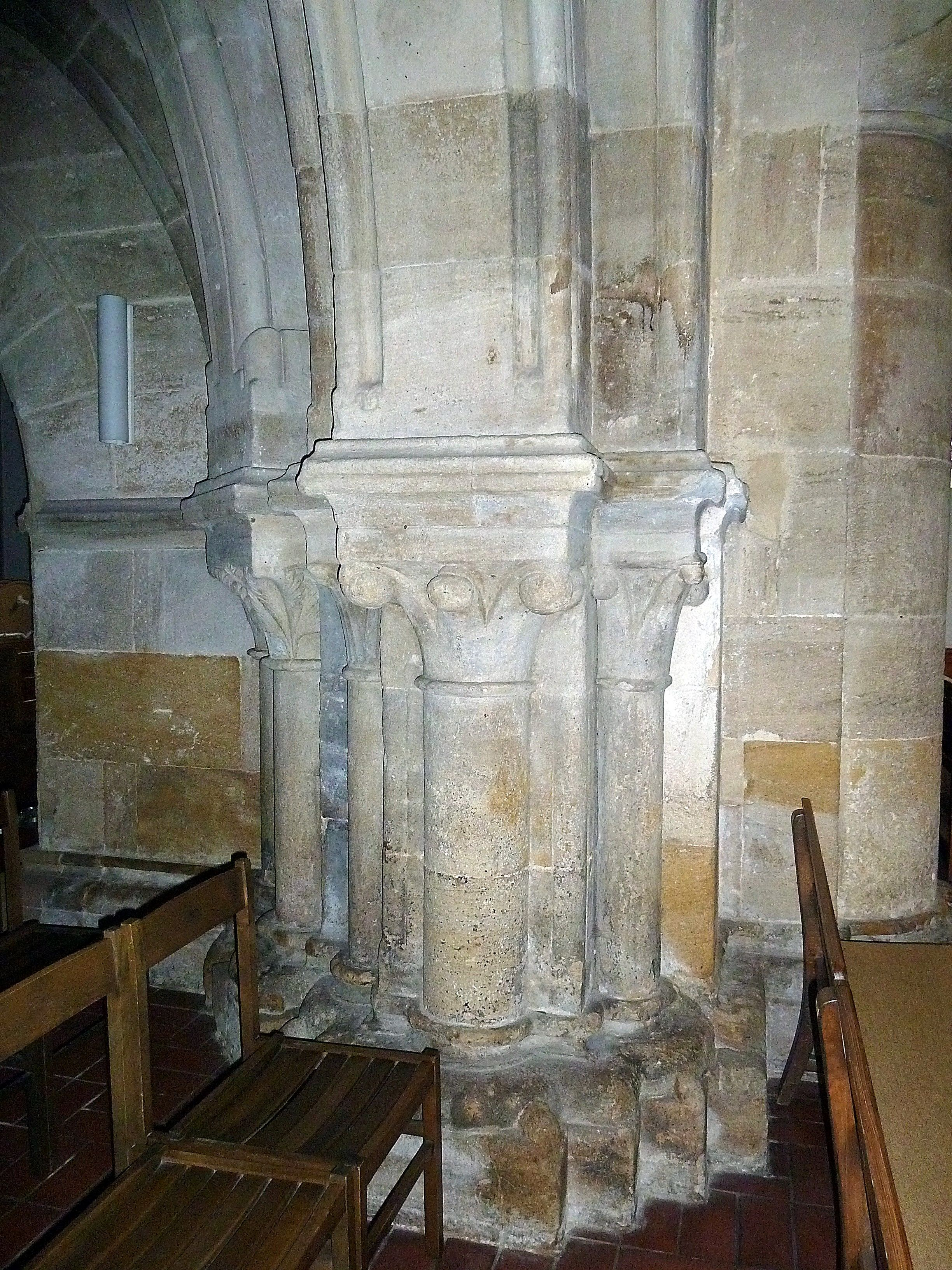
Kelchknospenkapitelle des Westgewölbes
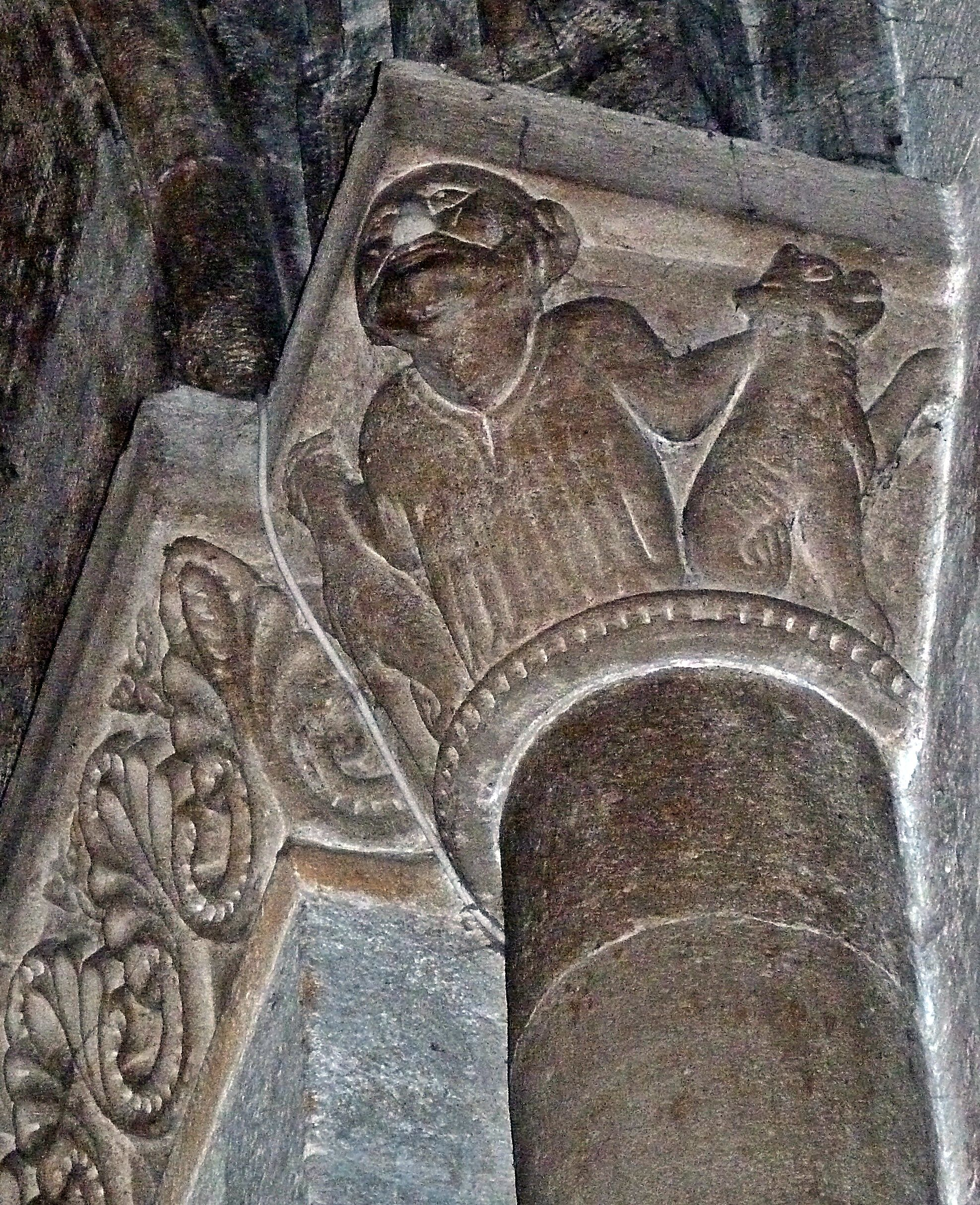
Chorkapitell